# De Witt C. Badger

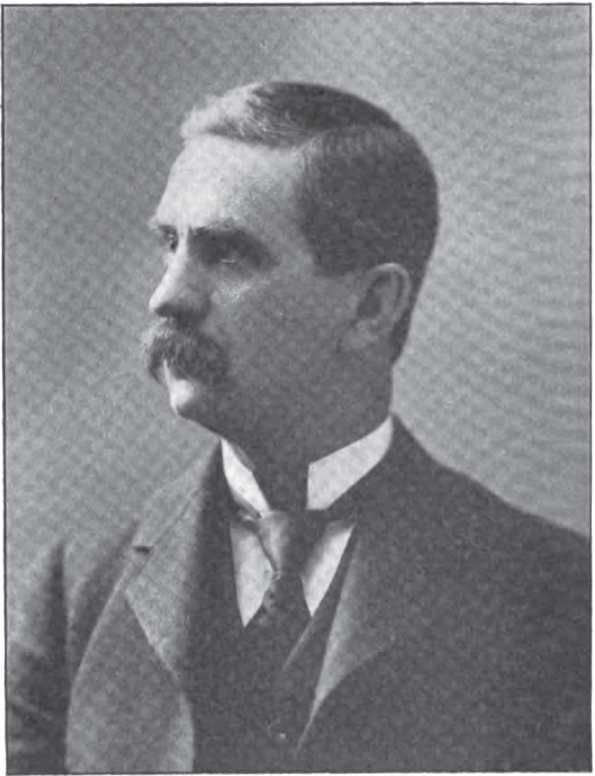
De Witt C. Badger

De Witt Clinton Badger  (* 7. August 1858 bei London, Ohio; † 20. Mai 1926 in Columbus, Ohio) war ein US-amerikanischer Politiker. Zwischen 1903 und 1905 vertrat er den Bundesstaat Ohio im US-Repräsentantenhaus.

## Werdegang
De Witt Badger besuchte die öffentlichen Schulen seiner Heimat und das Mount Union College in Alliance. Zwischen 1875 und 1880 war er als Lehrer tätig. Nach einem anschließenden Jurastudium und seiner 1881 erfolgten Zulassung als Rechtsanwalt begann er in London in diesem Beruf zu arbeiten. Von 1882 bis 1885 war er Staatsanwalt im dortigen Madison County. Später zog er nach Columbus, wo er zwischen 1893 und 1903 als Bezirksrichter im Franklin County fungierte. Politisch war er Mitglied der Demokratischen Partei.
Bei den Kongresswahlen des Jahres 1902 wurde Badger im zwölften Wahlbezirk von Ohio in das US-Repräsentantenhaus in Washington, D.C. gewählt, wo er am 4. März 1903 die Nachfolge des Republikaners Emmett Tompkins antrat. Da er im Jahr 1904 auf eine erneute Kandidatur verzichtete, konnte er bis zum 3. März 1905 nur eine Legislaturperiode im Kongress absolvieren. Nach seiner Zeit im US-Repräsentantenhaus praktizierte Badger wieder als Anwalt. Von 1906 bis 1908 war er Bürgermeister der Stadt Columbus. Dort ist er am 20. Mai 1926 auch verstorben.